# Christoph Caspar von Blumenthal
Christoph Caspar Freiherr von Blumenthal (* 8. Oktober 1638 in Berlin; † 16. September 1689 in Stavenow) war ein brandenburgischer Diplomat.

## Leben

### Herkunft und Familie
Christoph Caspar von Blumenthal war Angehöriger der 1646 in den Reichsfreiherrenstand erhobenen Hauses Pröttlin des Adelsgeschlechts aus der Prignitz von Blumenthal. Seine Eltern waren der brandenburgische Staatsmann Joachim Friedrich von Blumenthal (1607–1657) und Catherine von Klitzing (1613–1638). Er vermählte sich 1660 mit Louisa Hedwig von Schwerin (1644–1700), einer Tochter des brandenburgischen Staatsmannes Otto Freiherr von Schwerin (1616–1679). Aus der Ehe sind vier Söhne und eine Tochter hervorgegangen. Drei seiner Söhne sind im Felde geblieben.

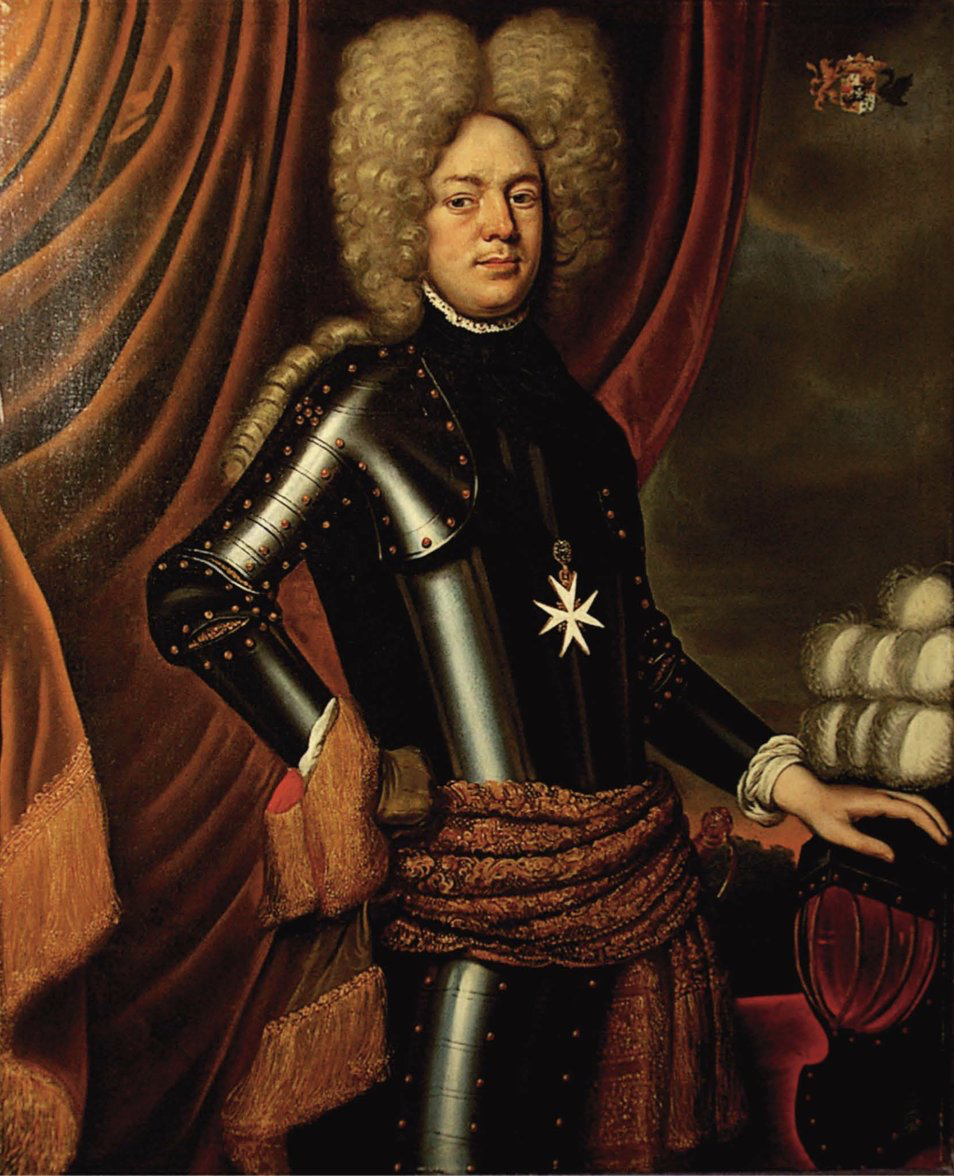
Christoph Caspar von Blumenthal

### Werdegang
Blumenthal studierte in Leipzig und Helmstedt Rechts- und Staatswissenschaften. Eine ausgedehnte Grand Tour durch Italien, Spanien und Frankreich schloss sich an.
Er war auch brandenburgischer Hofrat Kammerherr, erst (1652) Ritter des Johanniterordens, dann (1658) Kommendator zu Suplingenburg, Geheimer Kammerrat und schließlich Kriegskommissarius. Zum Zeitpunkt der Einführung als Komtur zu Suplingenburg war er bereits Dompropst in Brandenburg an der Havel und führte den Titel eines Geheimen Staats- und Kriegsministers.
In seiner fast ausschließlichen Verwendung im diplomatischen Dienst entfaltet er aber seine tatsächliche Passion und war somit einer der ersten brandenburgischen Berufsdiplomaten. Als Legationsrat verhandelte er bereits 1660 im Auftrage seines Kurfürsten erfolgreich mit französischen König Ludwig XIV. und dem spanischen König Philipp IV. 1662 vertrat er Brandenburg auf dem Reichstag in Regensburg und war von 1663 bis 1664 wieder in diplomatischer Mission in Paris, wo er ein brandenburgisch-französischen Bündnis zum Abschluss brachte. Weiter vertrat er die Interessen seines Dienstherrn 1666 in Wien, von 1666 bis 1669 wiederholt in Frankreich, 1670 in Kopenhagen und von 1673 bis 1679 in Dresden.
Aufgrund seiner besonderen Verdienste erhielt Blumenthal noch 1689 vom sächsischen Kurfürsten Johann Georg III. auf Lebenszeit einen Sitz an der Herrentafel im Lausitzer Landtag, obwohl er keine Herrschaft in der Niederlausitz besaß; ein einmaliger Vorgang in der Geschichte der Niederlausitz.
Obwohl er studierter Jurist erfolgte auch seine Aufnahmen in die Regierung nicht über die sonst übliche Station des Kammergericht, sondern aus der diplomatischen Stellung. Am 1. März 1661 hat er mit dem Aufstieg zum Wirklichen Geheimen Rat seine dahingehende Berufung erhalten.
Noch weiterhin war er seit 1679 Hauptmann zu Lehnin sowie seit 1657 Erbherr auf Deibow (Ortsteil der Gemeinde Milow in Mecklenburg), Neuendorf (bei Halberstadt; existiert nicht mehr), Paretz (Ortsteil der der Stadt Ketzin/Havel), Pretschen und durch späteren Wiedererwerb Wittmannsdorf (beide je Ortsteile der Gemeinde Märkische Heide), Pröttlin und Stavenow (beide in der Prignitz) sowie Trechwitz (Ortsteil der Gemeinde Kloster Lehnin).